# Laccophilus medialis
Laccophilus medialis är en skalbaggsart som beskrevs av Sharp 1882. Laccophilus medialis ingår i släktet Laccophilus och familjen dykare. Inga underarter finns listade i Catalogue of Life.

## Bildgalleri

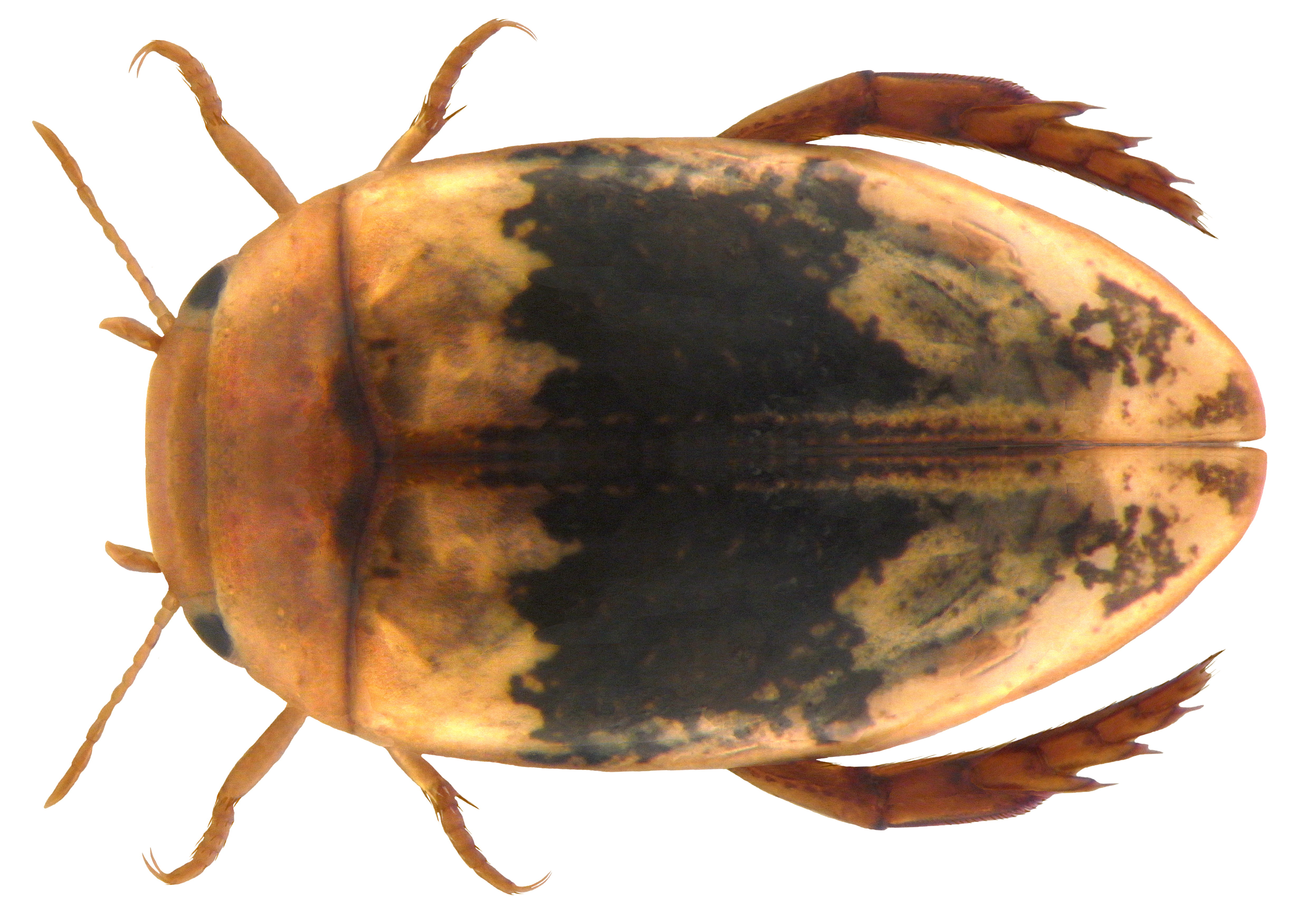